# Andrea Fenzau-Lehmann
Andrea Fenzau-Lehmann é uma aviadora alemã. Ela detém licenças de pilotagem para ultraleves, planadores motorizados e aeronaves ligeiras, e é especializada em planadores e acrobacias com planadores. Ela representou a Alemanha em competições europeias e internacionais de planadores.